# Javed Akhtar
Javed Akhtar (urdú: جاوید اختر) (Gwalior, Madhya Pradesh, 17 de gener del 1945) és un poeta, lletrista i guionista de cinema indi d'expressió urdú i hindi. Durant els anys 70-80 va formar amb Salim Khan un fructífer duo de guionistes conegut com a 'Salim-Javed'. En tant que lletrista per a pel·lícules de Bollywood, el 2011 havia rebut vuit Filmfare Awards. Akhtar pertany a una família d'escriptors que remunta a set generacions; el seu pare, Jan Nisar Akhtar, també era un poeta i guionista i la seva mare, Safia Akhtar, era escriptora i cantant. Comença a treballar en el món del cinema el 1964, quan es trasllada a Bombai. És el pare del director de cinema Farhan Akhtar (Dil Chahta Hai, Lakhshya, Rock On) i de la també directora Zoya Akhtar (Luck By Chance i Zindagi Na Milegi Dobara).

## Filmografia

### Guionista
- Haathi Mere Saathi, 1971 (Salim-Javed)
- Seeta Aur Geeta, 1972 (Salim-Javed)
- Yaadon Ki Baaraat, 1973 (Salim-Javed)
- Zanjeer, 1973 (Salim-Javed)
- Majboor, 1974 (Salim-Javed)
- Deewar, 1975 (Salim-Javed)
- Sholay, 1975 (Salim-Javed)
- Immaan Dharam, 1977 (Salim-Javed)
- Chacha Bhatija, 1977 (Salim-Javed)
- Manushulu Cesina Dongalu (pel·lícula en telugu), 1977 (Salim-Javed)
- Trishul, 1978 (Salim-Javed)
- Don, 1978 (Salim-Javed)
- Yugandhar (remake telugu de Don), 1979 (Salim-Javed)
- Kaala Patthar, 1979 (Salim-Javed)
- Dostana, 1980 (Salim-Javed)
- Shaan, 1980 (Salim-Javed)
- Kranti, 1981 (Salim-Javed)
- Shakti, 1982 (Salim-Javed)
- Duniya, 1984, història, guió i diàlegs
- Mashaal, 1984 (Javed Akhtar)
- Mr. India, 1987 (Salim-Javed)
- Main Azaad Hoon, 1989,Story
- Roop Ki Rani Choron Ka Raja (1993), història, guió i diàlegs
- Don: The Chase Begins Again (Salim-Javed: basat en un guió original), 2006

### Lletrista
| - Duniya (1984) - Saagar - 1942: A Love Story - Dil Chahta Hai - Saath-Saath - Narsimha (1991) - Mashaal - Sailaab - Mr. India - Tezaab - Hafta bandh - Joshilay - Arjun - Roop Ki Rani Choron Ka Raja - Yugandhar - Jamai Raja - Khel - Gardish - Silsila - Papa Kehte Hain - Border - Sapnay - Virasat - Mrityu Dand - Dastak - Sardari Begum - Saaz - Mil Gayee Manzil Mujhe - Diljale - Yes Boss - Darmiyaan: In Between - Aur Pyaar Ho Gaya - Wajood - Kabhi Na Kabhi | - Drohi - Jeans - Bada Din - Duplicate - Laawaris - Godmother - Baadshah - Arjun Pandit - Earth - Dillagi - Phir Bhi Dil Hai Hindustani - Refugee - Karobaar - Hamara Dil Aapke Paas Hai - Raja Ko Rani Se Pyaar Ho Gaya - Champion - Gang - Pyaar Ki Dhun - Zubeidaa - Lagaan (2001) - Abhay - Moksha - Agni Varsha - Mere Yaar Ki Shaadi Hai - Badhaai Ho Badhaai - Ye Kya Ho Raha Hai - Satta - Love at Times Square - Hero - Armaan - Chalte Chalte - Kuch Naa Kaho - Kal Ho Naa Ho - LOC Kargil | - Tehzeeb - Main Hoon Na (2004) - Veer-Zaara (2004) - Lakshya - Charas - Kyun! Ho Gaya Na... - Dobara - Swades - Kisna: The Warrior Poet - Bose: The Forgotten Hero - Mangal Pandey: The Rising - Dil Jo Bhi Kahey... - Kabhi Alvida Naa Kehna - Don: The Chase Begins Again - Namastey London - Ta Ra Rum Pum - Dhan Dhana Dhan Goal - Welcome (2007) - Om Shanti Om - Jodhaa Akbar - Rock On!! - Luck by Chance (2009) - What's Your Raashee? (2009) - Wake Up Sid (2009) - Karthik Calling Karthik (2010) - Khelein Hum Jee Jaan Sey (2010) - Aisha (2010) - Red Alert - The War Within (2010) - Prem Kaa Game (2010) - Don 2: The King is Back (2011) - Banda Yeh Bindaas Hai (2011) - Traffic Signal (2009) - Ekk Deewana Tha (2011) |